# La bambina e le cose
La bambina e le cose (Девочка и вещи) è un film del 1967 diretto da Nikita Sergeevič Michalkov.